# 167 a.C.
Il 167 a.C. (CLXVII a.C. in numeri romani) è un anno  del II secolo a.C.

## Eventi
La Macedonia, sconfitta dai romani, viene divisa in quattro provincie indipendenti tra loro.

## Morti
- Gaio Claudio Pulcro, politico e generale romano